# Доля (станція)
До́ля — вузлова вантажно-пасажирська залізнична станція Донецької дирекції Донецької залізниці.
Розташована у селі Луганське Мар'їнського району Донецької області  на перетині двох ліній Волноваха — Донецьк та Доля — Ларине між станціями Оленівка (6 км), Мандрикине (5 км) та Караванна (13 км).
Від Долі відходить відгалуження у напрямку станції Ларине.
На станції зупинялися електропоїзди сполученням Маріуполь — Ясинувата. Через військову агресію Росії на сході Україні транспортне сполучення припинене.

## Галерея

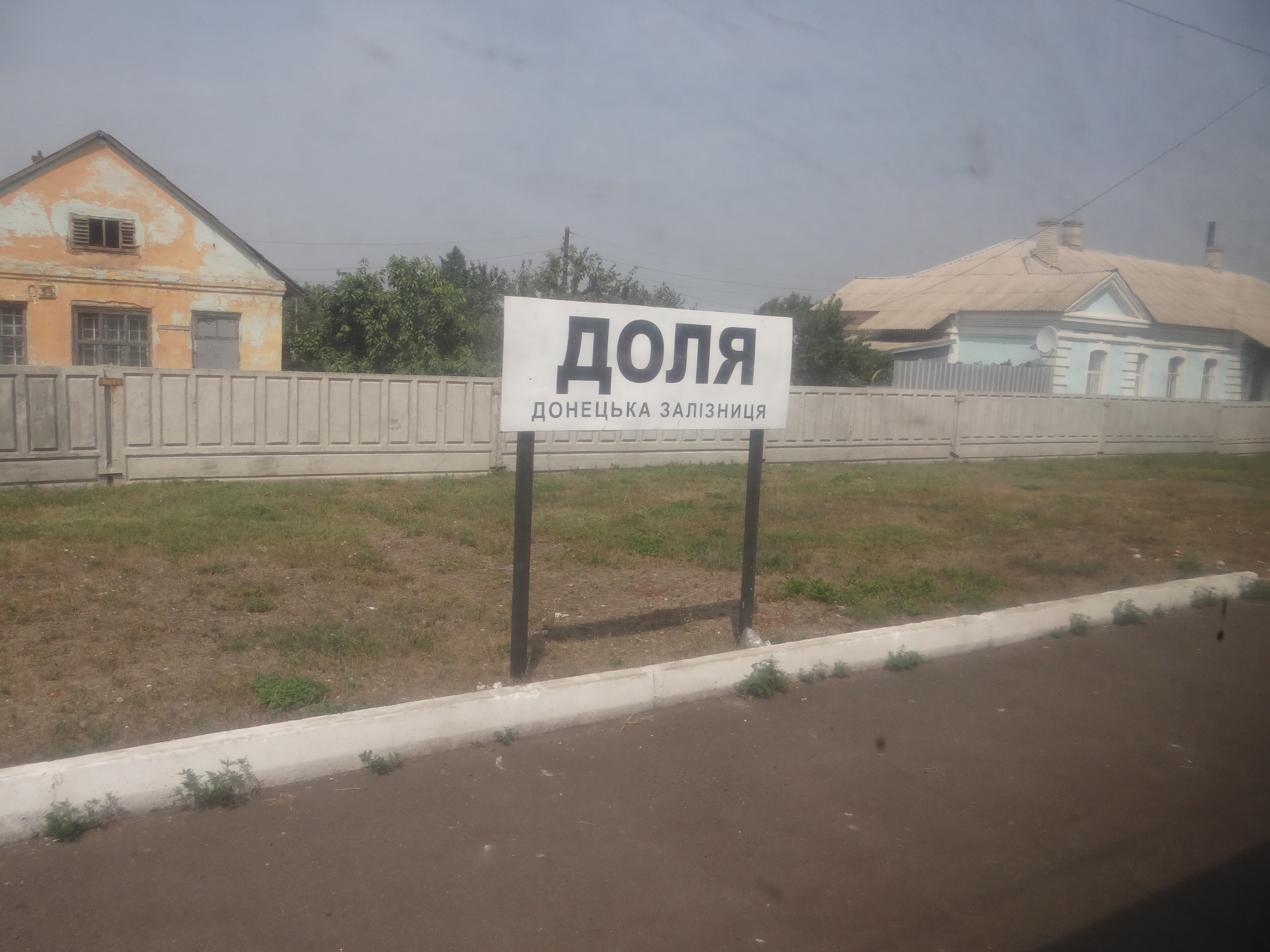
Табличка по станції
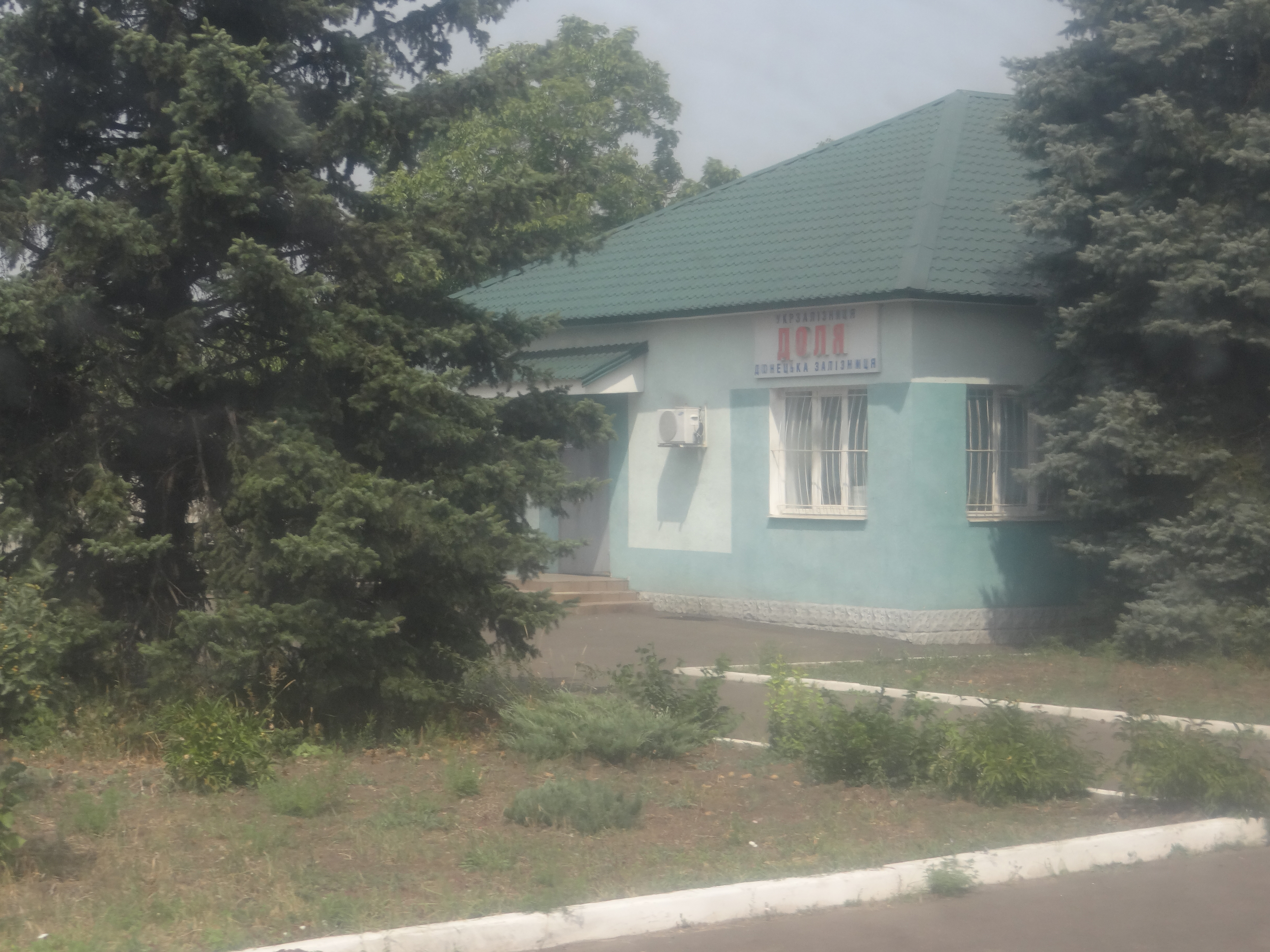
Будівля вокзалу